# Fondation HSBC pour l'Éducation
La Fondation HSBC pour l'Éducation est une fondation française, créée sous l'égide de la Fondation de France en 2005, qui soutient des projets facilitant l'éducation des jeunes issus de milieux défavorisés, notamment via la culture.

## Histoire et contexte
La Fondation HSBC pour l'Éducation fut créée fin 2005, sous l'égide de la Fondation de France, et s'inscrit dans la ligne de la politique de développement durable du Groupe HSBC, qui vise notamment à développer l’engagement de ses collaborateurs par la sensibilisation et le mécénat, dans les domaines de l’environnement et de l’éducation.
Selon les études de comparaison des acquis éducatifs menées dans l'OCDE par le programme PISA de 2000 à 2009, le nombre d'élèves en échec scolaire en France augmente. La dernière étude montre également que la France est le pays dans lequel le milieu socio-économique des élèves a le plus fort impact sur leurs résultats scolaires. 
La Fondation HSBC pour l’Éducation oriente ses actions sur la prévention du décrochage et de l’échec scolaire des jeunes en milieux défavorisés, par le biais de la culture.

## Comité exécutif
La fondation est administrée par un comité exécutif, présidé par le directeur général de HSBC France.
Il est composé de représentants d'HSBC France, ainsi que d'experts du secteur éducatif et des liens entre éducation et culture. Parmi les membres de ce comité, on trouve Carole Diamant, Isabelle Giordano, Marie Rose Moro, Reza Deghati et Odon Vallet.

## Actions
La Fondation HSBC pour l’Éducation consacre un budget annuel d'environ 860 000 euros aux projets qu'elle soutient et agit selon plusieurs axes.
Elle diffuse annuellement un appel à projets, dont le thème est adapté par le comité exécutif de la fondation à chaque édition. Par ce biais, elle sélectionne et soutient des projets portés par des associations ou des institutions, qui visent à faciliter l'accès à l'éducation des jeunes issus de milieux défavorisés, par la culture. 
Parmi les projets qui ont été soutenus : un partenariat entre l'Institut du monde arabe et le collège Jean-Vilar de Grigny dans l’Essonne, des projets destinés à améliorer l'accès à la lecture et à l'écriture pour des jeunes en situation de handicap, l'accompagnement de jeunes exclus de leur établissement ou en situation de décrochage scolaire, ou le développement de lieux de garde et d'accueil incluant des activités d'éveil artistique pour des jeunes enfants.
Depuis sa création, la Fondation HSBC pour l’Éducation apporte également son appui aux Conventions d’Éducation Prioritaire de Sciences Po, en permettant le versement de bourses et l'accompagnement de jeunes issus de lycées situés en ZEP. Elle s'engage également auprès de la Fondation Égalité des Chances pour les internats d'excellence qui accueillent des jeunes collégiens, lycéens et étudiants issus de milieux défavorisés.
Enfin, la fondation soutient des projets transverses ou spécifiques, qui associent également culture et éducation, comme l'accès à la photographie dans le cadre d'un partenariat avec le prix HSBC pour la photographie, ou l'organisation de projections-débats pour les jeunes de quartiers avec l'association Cinéma pour tous. 
Les collaborateurs d'HSBC France sont encouragés à prendre part aux activités de la Fondation, notamment par le biais du tutorat ou de missions plus spécifiques à la vie de l’association.